# 팔레스타인의 국기
팔레스타인의 국기는 1964년 팔레스타인 해방기구에 의해 공식 제정되었으며 1988년 11월 15일 팔레스타인 자치 정부의 국기로 제정되었다. 1916년에 일어난 아랍 혁명에서 사용된 깃발을 바탕으로 제작된 깃발이다.
범아랍색인 검은색, 하얀색, 초록색 세 가지 색의 가로 줄무늬가 그려져 있으며 깃대 쪽에는 빨간색 삼각형이 그려져 있다. 검은색은 아바스 왕조를, 하얀색은 우마이야 왕조를, 초록색은 파티마 왕조를, 빨간색은 하심가를 의미한다.

## 색상
| 색상 | 빨강                | 검정            | 하양                  | 초록               |
| ---- | ------------------- | --------------- | --------------------- | ------------------ |
| RGB  | 238–42–53 (#EE2A35) | 0–0–0 (#000000) | 255–255–255 (#FFFFFF) | 0-151-54 (#009736) |

## 과거의 기

영국 위임통치령 팔레스타인의 국기 (1920년-1948년)
전팔레스타인 정부의 국기 (1948년-1959년)

## 같이 보기
- 팔레스타인의 국장
- 범아랍색